# Ialta
Pentru conferința celor trei mari din al doilea război mondial, vezi și Conferința de la Ialta.
Ialta (în ucraineană și rusă: Ялта, tătară crimeeană: Yalta) este un oraș în Crimeea, în sudul Ucrainei, pe coasta nordică a Mării Negre. Din 18 martie 2014, este revendicat de Rusia, care susține că este parte a Republicii Crimeea, subiect al Federației Ruse, ca urmare a unei anexări nerecunoscută în general de comunitatea internațională.

## Istorie
Orașul este așezat  pe vatra unei colonii antice grecești, despre care se presupune că ar fi fost fondată de marinarii elini care căutau un port natural/țărm sigur (γιαλος - yalos în limba greacă). Orașul este situat pe malul unui golf cu ape puțin adânci, îndreptat cu sudul către Marea Neagră, înconjurat de munți împăduriți. Clima are caracteristici care o aseamănă cu cea mediteraneană. Pe pantele dealurilor apropiate se află numeroase plantații de viță de vie și de pomi fructiferi. 

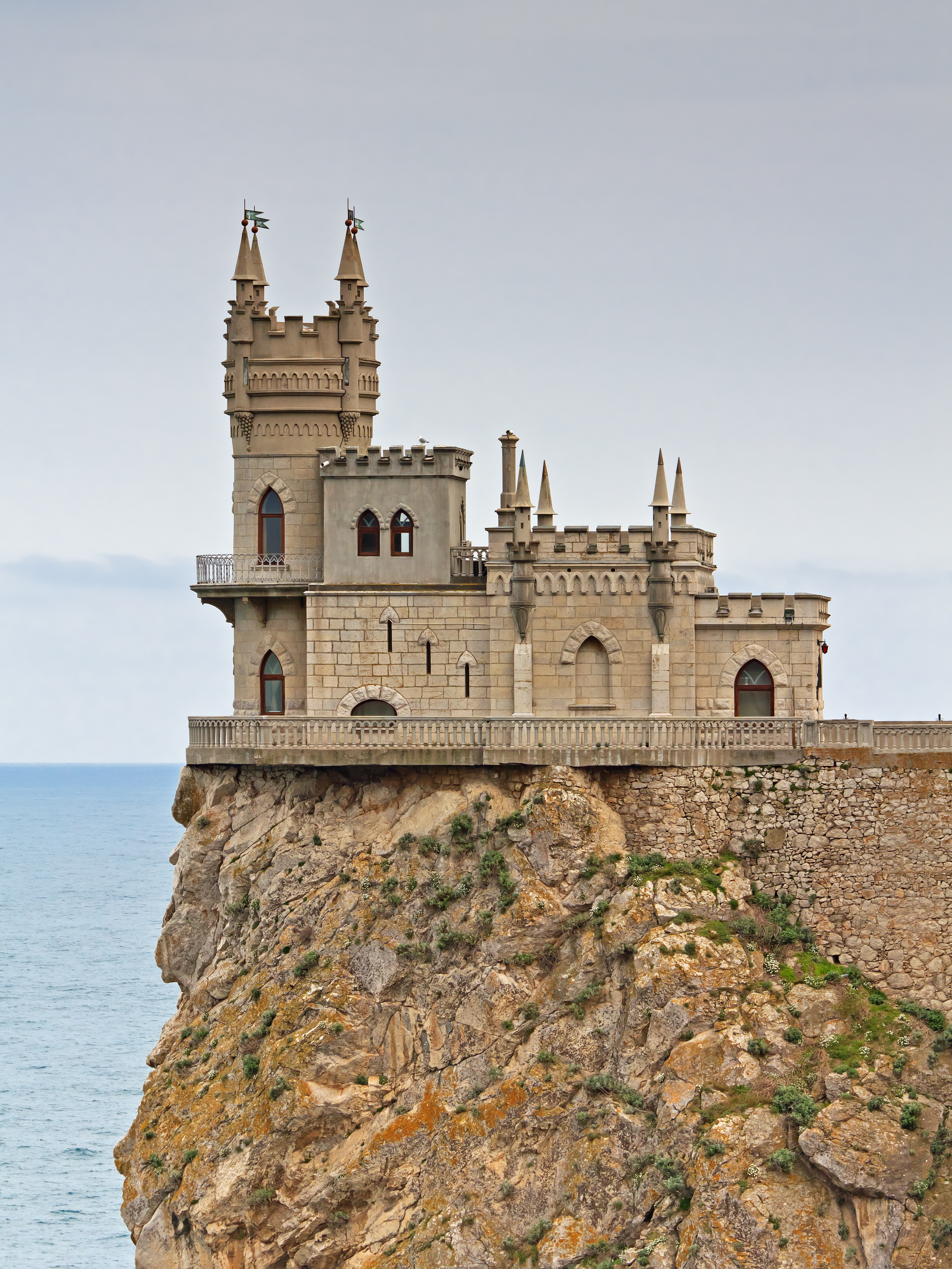
Cuibul rândunicii, unul dintre castelele în stil neo-gotic. Construit în 1912 la ordinul baronului german Stengel și a fost proiectat de arhitectul rus A.Sherwood.

Ialta este atestată documentar din secolul al XII-lea, când un geograf arab  adescris-o ca pe un port pescăresc din Imperiul Bizantin. Mai târziu, în secolul al XIV-lea, Ialta a devenit parte a lanțului de colonii comerciale ale Genovei. În acea vreme era cunoscută ca Etalita ori Galita. Ialta și restul Crimeii au fost cucerite de Imperiul Otoman în 1475, ceea ce a transformat teritoriul într-un ținut semi-dependent sub controlul Hanatului Crimeii. Ialta a fost anexată de Imperiul Rus în 1783, ca și restul Crimeii de altfel, ceea ce a dus la izbucnirea războiului ruso-turc din 1787-1792.
În secolul al XIX-lea orașul a devenit o stațiune la modă pentru aristocrația rusă. Scriitorii Lev Tolstoi și Anton Cehov își petreceau verile aici. Ialta este scena pe care se desfășoară acțiunea nuvelei lui Cehov Doamna cu cățelul. Orașul a fost un punct de interes și pentru membrii familiei imperiale ruse. În 1889, țarul Alexandru al III-lea a construit Palatul Massandra la mică distanță de oraș, în partea nordică, iar Nicolae al II-lea a construit în 1911 Palatul Livadia  în partea de sud.
În secolul al XX-lea, Ialta era principala stațiune de odihnă a Uniunii Sovietice. În 1920, V. I. Lenin a dat un decret "Cu privire la folosirea Crimeii pentru tratamenele medicale ale poporului muncitor". Prin acest decret, stațiunea, care până în acel moment avusese un statut exclusivist, a fost transformată într-o stațiune a întregului proletariat. Au fost construite numeroase sanatorii în zona înconjurătoare. Elita sovietică a început să frecventeze de asemenea stațiunea. Stalin folosea Palatul Massandra ca reședință de vară.
Orașul a intrat în atenția opiniei publice mondiale în 1945, când aici a fost ținută Conferința de la Ialta a "celor trei mari puteri", Uniunea Sovietică, Regatul Unit și Statele Unite. Conferința a avut loc la Palatul Livadia.

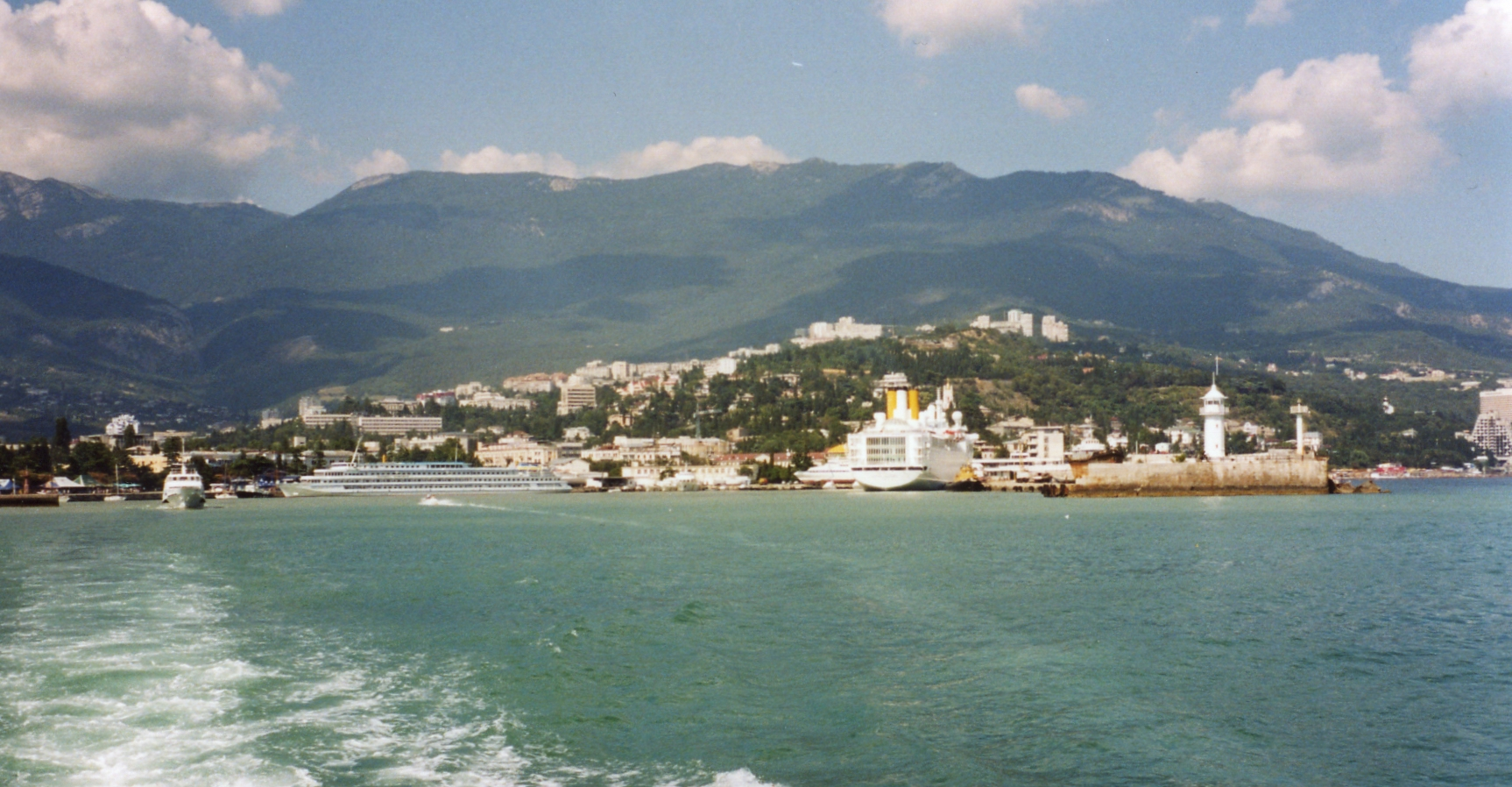
Vedere din golf

După prăbușirea Uniunii Sovietice din 1991, Ialta a început o foarte dură luptă economică pentru supraviețuire. Noii îmbogățiți post-sovietici au început să-și petreacă vacanțele în alte stațiuni europene, acum, după ce câștigaseră libertatea de călătorie. În același timp, masele de cetățeni sărăciți nu-și mai puteau permite o vacanță la Ialta. Transporturile către și dinspre Ialta s-au redus simțitor, traficul de pasageri pe mare dispărând aproape în întregime. În anii din urmă se remarcă o oarecare îmbunătățire a situației orașului, care, odată cu îmbunătățirea vieții economice a țării, s-a revigorat, turiștii reîntorcându-se să-și petreacă vacanțele în zonă. Aproape toți turiștii sunt ruși sau ucrainieni, turiștii străini fiind relativ puțini.
Ialta are o foarte frumoasă faleză la Marea Neagră. Turiștii se plimbă pe faleză în toate anotimpurile anului. De-a lungul țărmului sunt mai multe plaje. De-a lungul falezei se află mai multe hoteluri, sanatorii și parcuri de distracții. În oraș sunt mai multe cinematografe, numeroase cafenele și restaurante și un mare bazar.

## Demografie
Componența lingvistică a orașului Ialta
     Rusă (88,11%)
     Ucraineană (8,91%)
     Tătară crimeeană (1,09%)
     Alte limbi (0,24%)
Conform recensământului ucrainean din 2001, majoritatea populației orașului Ialta era vorbitoare de rusă (88,11%), existând în minoritate și vorbitori de ucraineană (8,91%) și tătară crimeeană (1,09%).
În anul 2013, s-a estimat că populația localității ucrainene ar fi de 78.115 locuitori. 

## Personalități născute aici
- Alla Nazimova (1879 - 1945), actriță, scenaristă, emigrată în SUA;
- Ayșe Dittanova (1918 - 2015), actriță de teatru de etnie tătară;
- Evelina Bleodans (n. 1969), actriță, cântăreață rusă de origini letone;
- Peter Paltchik (n. 1992), judocan de naționalitate israeliană.

## Orașe înfrățite
Ialta este înfrățită cu:
- Margate, Kent, Anglia.